# Blaine Denning
Blaine Denning, nato Blaine Mitchell (Fulton, 19 settembre 1930 – Detroit, 25 gennaio 2016), è stato un cestista statunitense, professionista nella NBA.

## Carriera
Venne selezionato nel Draft NBA 1952 dai Baltimore Bullets, con cui disputò una partita nel 1952-53, segnando 5 punti.